# The Lord of the Rings: The Battle for Middle-earth II
The Lord of the Rings: The Battle for Middle-earth II — компьютерная игра в жанре стратегии в реальном времени, разработанная и изданная компанией Electronic Arts. Игра основана на романах Толкина «Властелин колец» и «Хоббит», а также кинотрилогии Питера Джексона «Властелин колец», является сиквелом The Lord of the Rings: The Battle for Middle-earth, вышедшей в 2004 году. Версия для Windows была выпущена 2 марта 2006 года, Вторая часть из игры стратегии Средиземья, версия для Xbox 360 вышла 5 июля 2006 года. Помимо стандартного издания было выпущено коллекционное, в которое вошли дополнительные материалы и документальный фильм о разработке игры. Серверы игры были отключены в 2010 году для Windows и в 2011 году для Xbox 360.
В игре The Battle for Middle-earth II есть две кампании — за силы Света и за силы Тьмы. В кампании света главным героем является эльф Глорфиндел, который узнаёт о планируемом нападении на Ривенделл. С помощью гномов и других сил добра эльфы пытаются уничтожить армии Саурона, чтобы вернуть в Средиземье мир. В кампании тьмы Саурон отправляет своего Глашатая и назгулов собрать армию, чтобы разбить оставшиеся силы добра на севере.
The Battle for Middle-earth II получила в основном положительные отзывы от игровых критиков. Похвалы удостоилась адаптация вселенной «Властелина колец» в стратегию в реальном времени. Негативные оценки получил несбалансированный многопользовательский режим игры. The Battle for Middle-earth II удостоилась ряда наград, включая выбор редакции IGN. В марте 2006 года игра заняла четвёртое место по продажам среди игр для персональных компьютеров. Для компьютерной версии в ноябре 2006 года вышло дополнение и продолжение The Rise of the Witch-king, добавляющее новую игровую фракцию Ангмар, новых юнитов и несколько изменений в игровом процессе.

## Игровой процесс
The Battle for Middle-earth II — это стратегия в реальном времени. Как и в первой части игрок занимается развитием базы с постройками, которые производят юниты, осуществляют сбор ресурсов, изучают улучшения или имеют оборонительную функцию. Юниты используются для нападения на врага и защиты собственной базы. Игрок одерживает победу, если уничтожает все вражеские постройки, производящие юнитов. В отличие от первой части, игрок может возвести неограниченное количество построек в любом месте карты, что даёт большую свободу в строительстве базы и производстве юнитов. Игроки могут строить стены, башни лучников и башни с катапультами для защиты базы, однако их можно возводить лишь вблизи крепости. Крепость каждой фракции обладает уникальными силами, которые можно разблокировать после некоторых улучшений. В HUD игры, который называется Палантиром, отображаются юниты-герои игрока с их способностями, мини-карта и задачи миссии.
Юниты делятся на несколько классов: пехота, дистанционные бойцы, копейщики, кавалерия и осадные юниты. Каждый класс обладает уникальными сильными сторонами и слабостями, из-за чего важно правильно сочетать юниты в битве для повышения их эффективности. Юниты-герои, в большинстве своём — персонажи из первоисточника (Арагорн, Леголас, Гимли, Саруман, назгулы, Голос Саурона, Арвен и Шелоб) — уникальны сами по себе. В версии для ПК присутствует также конструктор для создания собственных героев с возможностью настройки внешности, выбора способностей и умений. Голлум, в оригинальной игре бывший юнитом Мордора, в продолжении стал нейтральным юнитом, незримо присутствующим на каждой карте; в его случае обнаружения и убийства на землю падает Кольцо Всевластья, которое юниты одного из игроков могут доставить в цитадель. С помощью этого артефакта силы Света могут призвать Галадриэль, а силы Тьмы — Саурона. Эти уникальные герои обладают высочайшим уровнем брони и сильнейшими атаками, и единственным способом одолеть их без больших потерь является использование героев-убийц высоких уровней, что делает Саурона и Галадриэль самыми могущественными юнитами в игре.
В игре появился режим «Война кольца», который сочетает элементы пошаговой стратегии и схватки в реальном времени. В нём Средиземье разделено на отдельные территории. Игроки могут строить здания для производства юнитов лишь на контролируемых территориях. Каждый ход игрок может передвигать свои армии на нейтральные и вражеские территории для их захвата. Контроль над нейтральными территориями устанавливается сразу, а за вражескую территорию (при наличии на ней гарнизона и/или крепости) необходимо сражаться в бою. На занятых территориях можно оставлять гарнизоны для защиты от нападений врага. Сражения за территории можно проводить, управляя юнитами в реальном времени, или же доверяя компьютеру расчёт результатов боя. Победитель получает территорию, а все уцелевшие юниты награждаются очками опыта. Для победы в этом режиме игроки должны захватить территорию с вражеской столицей или завоевать определенное число территорий.
В The Battle for Middle-earth II появилось три новые фракции с уникальными юнитами и героями: гоблины, гномы и эльфы. Рохан и Гондор были объединены в единую фракцию, названную «Люди Запада». Вместе с Мордором и Изенгардом из первой части они формируют шесть доступных для игры фракций. У людей, начиная со среднего периода игры, появляются мощные копейщики и лучники, а роханские рохирримы представляют собой лучшую кавалерию в игре. Главный недостаток людей заключается в относительной слабости начальной пехоты и стрелков. Эльфийские лучники крайне эффективны в нанесении урона на большом расстоянии, а их юниты поддержки, энты, хорошо действуют в ближнем бою и против вражеских построек. Благодаря своим сильным юнитам дальнего боя и способности стрелять «звёздными стрелами» эльфы считаются сильнейшей оборонительной фракцией, несмотря на то, что копейщики у них не самые лучшие. У гномов вместо кавалерии боевые колесницы, а также медленные и дорогие пехотинцы, копейщики и метатели топоров, но они все обладают мощной атакой и крепкой бронёй, поэтому способны выдерживать самые длинные сражения с врагами. Фракция гоблинов, в войсках которых есть тролли, пауки и драконы, берут своим количеством. Их главное преимущество в дешевизне базовых лучников и солдат, которые также строятся быстрее пехоты других фракций. Войска Изенгарда — это хорошо обученные урук-хаи под предводительством Сарумана. Их берсерки очень быстро двигаются и способны наносить значительный урон, особенно вражеским героям и постройкам. Также Изенгард является единственной фракцией сил тьмы, способной возводить стены. Силы Мордора состоят из орков, людей, троллей, мумакилов и лейтенантов Саурона. У мордорских орков более крепкая броня, позволяющая поглотить достаточное количество нанесённого врагом урона, пока более сильные юниты атакуют врага. Тролли значительно усиливают атакующие возможности Мордора, поскольку имеют мощную атаку в ближнем бою, способны метать валуны и использовать деревья в качестве оружия.

## Сюжет
Действие игровой кампании разворачивается на севере Средиземья вокруг северного направления Войны Кольца. Авторы игры сделали ряд вольных отступлений от работ Толкина и сюжета кинотрилогии Джексона. Внешность и умения некоторых персонажей были изменены; например, весёлый и загадочный отшельник Том Бомбадил присутствует в игре в качестве призываемого героя, хотя по сюжету романа не принимал участия в войне. Сюжет The Battle for Middle-earth II разделён на кампанию Света и кампанию Тьмы. Обе кампании акцентируют внимание на сражениях с участием новых фракций игры — эльфов, гномов и гоблинов. Каждая из кампаний разбита на отдельные миссии, между которыми во внутриигровых видеороликах подаётся сюжет.
Для кампании Добра сюжет начинается в Ривенделле, где на эльфов готовятся напасть гоблины с Туманных гор, пока Братство кольца путешествует на юг. Для кампании Зла сюжет начинается с осады Лориэна из мордорской крепости Дол Гулдур.
Кампании описывают некоторые из событий книг, которые могут быть неизвестны зрителям фильмов. В книге описывается, что хотя война, которую непосредственно видели члены Братства (что и показано в фильмах), является основной, у той войны также было много фронтов по всему Средиземью. Попутно с событиями на Севере рассказывается, что происходит на Юге Средиземья.
Кампания изобилует вольностями, частично отклоняясь от сюжета. Так, по сюжету первоисточника, на момент 2-3 миссий кампании добра Халдир должен встречать Братство в Лориэне. В игре же во время 2-й миссии кампании Света он находится в Мглистых горах, в 3-й (в Эттенских топях) он успевает отправиться неизвестно куда за подкреплением (возможно, пересекая горы) и вернуться обратно. Непонятно, откуда взялись энты на Троллистом плато. В 4-й миссии появляется крылатый дракон Дрогот (герой гоблинов), в то время как у Толкина говорится, что последним крылатым драконом был Смауг, убитый в «Хоббите» Бардом. Говорится, что на Митлонд никогда не нападали, хотя в 5-й миссии кампании Света его осаждают пираты, к тому же из другой части Средиземья. В 6-8 миссиях харадримы неизвестным образом попадают с юга на север, после осады Эребора Даин остаётся жив, а его сын Торин III и Бранд отсутствуют вообще. Глубинный страж появляется сразу в нескольких местах, хотя он обитал только в Мории. В 7-й миссии (Эребор) появляется Голос Саурона, который в это время должен находиться в Мордоре. В заключительной миссии кампании добра появляется Балрог, который был убит Гэндальфом в Мории ранее.

## Отзывы
| Сводный рейтинг | Сводный рейтинг | Сводный рейтинг |
| Издание         | Оценка          | Оценка          |
| Издание         | PC              | Xbox 360        |
| --------------- | --------------- | --------------- |
| GameRankings    | 83,44 %         | 79,89 %         |